# Hajowe (obwód czernihowski)
Hajowe (ukr. Гайове) – wieś na Ukrainie, w obwodzie czernihowskim, w rejonie czernihowskim, w hromadzie Kipti. W 2001 liczyła 235 mieszkańców, spośród których 229 wskazało jako ojczysty język ukraiński, a 6 rosyjski.